# Союз-У
«Союз-У» — трёхступенчатая ракета-носитель (РН) среднего класса из семейства Р-7. Предназначалась для выведения на околоземную орбиту космических аппаратов народнохозяйственного, научно-исследовательского («Ресурс-Ф», «Фотон») и специального назначения (спутники серии «Космос»), а также пилотируемых и грузовых космических кораблей серий «Союз» и «Прогресс». Являлась модификацией ракеты-носителя «Союз», разработанной на базе предыдущих вариантов ракеты Р-7А в 1973 году. Отличие РН «Союз-У» от предшественников заключалось в применении на первой и второй ступенях двигателей с повышенными энергетическими характеристиками.
«Союз-У», заменивший собой РН «Восход», стал базовой ракетой для запуска космических аппаратов (КА) различного назначения (спутников дистанционного зондирования Земли, КА для экспериментов по материаловедению, также космических кораблей «Союз» и «Прогресс»).

## История
Первый пуск состоялся 18 мая 1973 года.
Последний пуск с космодрома Плесецк был произведён 17 мая 2012 года с полезной нагрузкой Космос-2480.
Последний пуск с космодрома Байконур ракеты-носителя «Союз-У», которая вывела на орбиту транспортный грузовой корабль «Прогресс МС-05», состоялся 22 февраля 2017 года.

## «Союз-У2»
Модификация РН «Союз-У», в которой в качестве горючего на блоке А вместо керосина использовался синтин, в остальном обе версии ракеты носителя одинаковы. Полезная нагрузка модифицированной РН на 200 кг больше, чем у обычного «Союза-У». Первый пуск был произведён в декабре 1982 года, последний — 1 июля 1993 года. Полёты прекращены из-за прекращения производства синтетического топлива, используемого в этой РН.

## Статистика
Всего было совершено более 765 пусков  ракет-носителей «Союз-У», и 94 пуска «Союз-У2». 22 пуска «Союз-У» были аварийными, с учётом чего подтверждённый показатель эксплуатационной надёжности  составляет 97,3 %.